# Vakuumanlage
Eine Vakuumanlage ist die Gesamtheit aller Geräte, die zur Erzeugung eines technisch nutzbaren Vakuums in einer Anlage vereint sind und deren Zusammenspiel die Erstellung eines Vakuums und dem Nutzen desselben erst ermöglicht. 
Zu der Vakuumanlage gehören als zentraler Teil eine Vakuumpumpe, der Antrieb derselben, Mess-, Regel und Überwachungseinrichtungen sowie gegebenenfalls Handlingsysteme, um Güter dem Vakuum auszusetzen, und Schleusen, um das Vakuum nicht nach jedem Verfahrensspiel neu aufbauen zu müssen oder bei einem kontinuierlichen Verfahren die Leistung für den Erhalt des Vakuums gering zu halten.
Typische Anwendungen einer Vakuumanlage sind das Entgasen von Schmelzen, das Auftragen von Spritzgütern sowie die Förderung von Gütern.